# テレビ岩手
株式会社テレビ岩手（テレビいわて、英: Television Iwate Corporation.）は、岩手県を放送対象地域とし、テレビジョン放送事業を行っている特定地上基幹放送事業者である。略称はTVI。

## 概要
岩手県初のUHFテレビ局として開局した放送局で、当初は日本テレビ系列とNETテレビ→テレビ朝日系列のクロスネット局だったが、1980年（昭和55年）4月1日に日本テレビ系列に一本化し、今に至る。コールサインはJOII-DTV。
平成に入って報道番組に力を入れるようになり、1997年（平成9年）には夕方の情報番組『いわて特盛!5きげんテレビ』を立ち上げ、局の看板番組にまで成長した。
また、2006年（平成18年）10月に始まった地上デジタル放送にも積極的に取り組み、同放送開始までに、県内民放では唯一、HD放送設備を完備した。

## 本社・支社・支局
- 本社 - 岩手県盛岡市内丸2-10

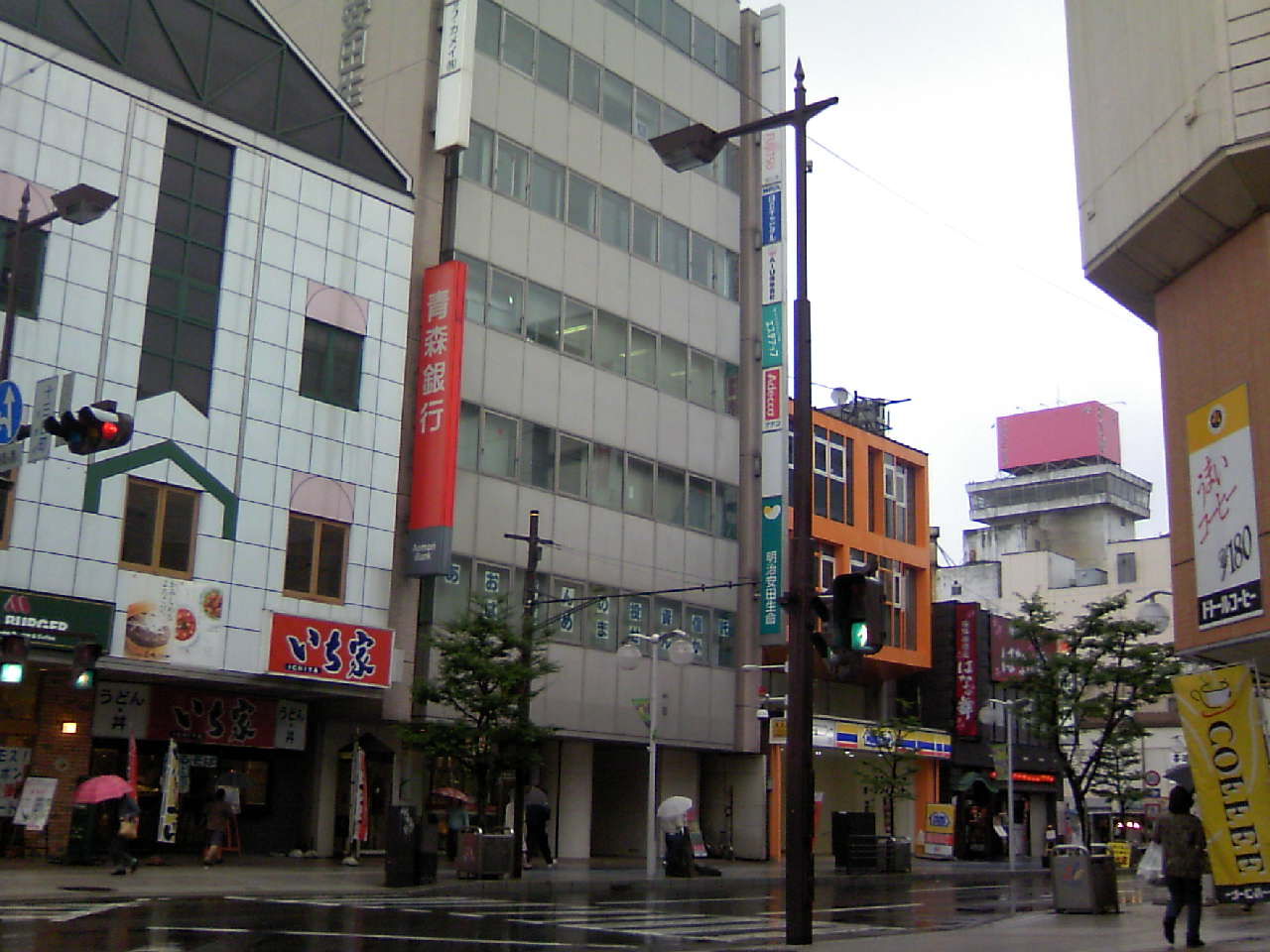
テレビ岩手・八戸支社が入居していた青銀・明治安田生命ビル（2007年5月撮影）

- 県南支社 - 岩手県北上市大通り2-11-23 北上大通りビル
- 沿岸支社 釜石支局 - 岩手県釜石市鈴子町1-1 2階
- 沿岸支社 宮古支局 - 岩手県宮古市黒森町2-3 ラディッシュ202号
- 仙台支社 - 宮城県仙台市青葉区一番町4-6-1 仙台第一生命タワービルディング15階
- 東京支社 - 東京都中央区銀座5-15-1 南海東京ビル
- 大阪支社 - 大阪府大阪市中央区城見1-3-50 読売テレビ本社east base2階

※かつては大船渡市に沿岸支社大船渡支局を青森県八戸市に八戸支社を設けていたが、廃止された。

## 関連企業・団体など
- エフエム岩手（テレビ岩手が筆頭株主であり、同本社の7階に入居している）
- テレビ岩手開発センター
- 岩手広告社
- 東北映像

## 資本構成
企業・団体の名称、個人の肩書は当時のもの。出典：

### 2021年3月31日
| 資本金 | 発行済株式総数 | 株主数 |
| ------ | -------------- | ------ |
| 4億円  | 800,000株      | 19     |

| 株主                       | 株式数    | 比率   |
| -------------------------- | --------- | ------ |
| 読売新聞東京本社           | 150,000株 | 18.75% |
| 日本テレビ小鳩文化事業団   | 149,000株 | 18.62% |
| 日本テレビホールディングス | 114,000株 | 14.25% |
| 朝日新聞社                 | 080,000株 | 10.00% |
| テレビ朝日ホールディングス | 075,000株 | 09.37% |
| 讀賣テレビ放送             | 068,000株 | 08.50% |
| 読売光と愛の事業団         | 062,000株 | 07.75% |
| 東北銀行                   | 022,000株 | 02.75% |
| ラクウン                   | 020,000株 | 02.50% |

## 沿革
- 1968年（昭和43年）
  - 8月 - 岩手県にUHF波の民放第2局の周波数割り当て。
  - 11月15日 - 予備免許交付。
- 1969年（昭和44年）
  - 1月23日 - 「盛岡テレビ放送株式会社」として会社発足。同年、現社名に改称。資本金4億円。初代社長に帷子康三[6]。
  - 12月1日 - 開局（青森テレビ、三重テレビと同日）。
- 1980年（昭和55年）
  - 4月1日 - 日本テレビ系・テレビ朝日系クロスネットから、日本テレビ単独ネット局に移行。
  - 11月1日 - 音声多重放送を開始（IBCと同日）。
- 1983年（昭和58年）8月1日 - 社屋を、盛岡市茶畑から同市内丸に移転。
- 1990年（平成2年）
  - 4月 - 「TVキャッチ」（日、22時30分 - ）が過去最高視聴率 32.5%記録[7]。
  - 6月、10月 - 視聴率三冠王達成[7]。
- 1991年（平成3年）
  - 2月 - 視聴率三冠王達成[8]。
- 1993年（平成5年）
  - 2月 - 中国・黒竜江電視台と姉妹局提携。
  - 6月 - ロシア・ペルミテレビ局と姉妹局提携。
- 1996年（平成8年）7月 - 「夏の高校野球岩手大会」実況中継を本年開催第78回大会を以て終了[注 9]。
- 1997年（平成9年）3月3日 - 県内初ワイド情報番組『いわて特盛!5きげんテレビ』（後に『5きげんテレビ』と改名）が放送開始。
- 1999年（平成11年）10月 - 終夜放送（NNN24（現日テレNEWS24）のサイマル放送）を開始。
- 2006年（平成18年）10月1日 - 地上デジタル放送開始。キャラクターの名前「わんだくん」を公式発表。同時にエフエム岩手が当局7階に移転。
- 2009年（平成21年）12月1日 - 開局40周年。同年1月から記念キャッチコピーとして「ふわく・わくわく」を採用。
- 2012年（平成24年）3月31日 - 東日本大震災により終了を延期していたアナログ放送を終了。
- 2018年（平成30年）12月1日 - 開局50年目を迎え、CIを導入し局ロゴを変更。「TV&I」キャンペーンを開始。マスコットキャラクターも「ガンジロー」に変更される。『鉄神ガンライザー』の主人公をSDキャラ化したものだが、鉄神ガンライザーの構成キャラとTVIのマスコットを兼務するために作られたこともあって、額当てにリモコンキーIDの「4」が入るぐらいで、元キャラとデザインが少しだけ異なる。
- 2019年（令和元年）6月2日 - 「NNS標準営放システム」サービス提供開始[9]。

## ネットワークの移り変わり
- 1969年（昭和44年）12月1日 - 日本テレビ・NETテレビクロスネット局として開局。ニュースネットワークNNNに加盟する。開局当時は岩手放送（現IBC岩手放送）から日本テレビ番組とNETテレビ番組、一部のフジテレビ番組が移行された。但しTVI・IBC共々、FNN/FNSには非加盟。
- 1970年（昭和45年）1月1日 - この日発足のANNに加盟。正式に日本テレビ・NETテレビクロスネット局となる。
- 1974年（昭和49年）9月10日 - NNSに加盟するがクロスネット継続[10]。
- 1975年（昭和50年）
  - 3月31日 - 腸捻転解消により、毎日放送制作番組がIBCへ移行。関西（大阪）発全国ネットの番組が朝日放送（現・朝日放送テレビ）制作分に変わった。ただし、IBCでもNETテレビ系列局に変わった朝日放送制作番組の一部は、継続して放送された番組もあった。
  - 10月1日 - NETテレビ系ネット枠だった月曜20時台と水曜22時台が日本テレビ系ネット枠となる。
- 1979年（昭和54年）10月1日 - ANNを退会[11]。同時に『アフタヌーンショー』ネット打ち切り。『お昼のワイドショー』ネット開始。同時にテレビ朝日系ネット枠だった木曜21・22時台が日本テレビ系ネット枠（読売テレビ制作枠）となる。同時に『特捜最前線』や『ナショナルゴールデン劇場』などのテレビ朝日制作番組のIBCへの移行が始まる。中には『ドラえもん』のように、わずか1ヶ月で打ち切り、IBCに移行となった番組もあった。
- 1980年（昭和55年）
  - 1月7日 - 1979年12月をもって『モーニングショー』のネットを打ち切った上で、『ルックルックこんにちは』を時差ネットから同時ネットに変更した。
  - 4月1日 - 番組編成上も日本テレビ系列フルネット局となる。これにより、自主製作番組の編成が容易となり、合理化が図られることになった[8]。テレビ朝日系番組も『必殺シリーズ』など朝日放送制作の番組を中心に番販扱いで一部残ったが、キー局であるテレビ朝日制作の番組は大半がIBCへ移行した他、テレビ朝日系スポンサードネット番組はIBCへ移行もしくは打ち切りとなったと同時に、テレビ朝日系同時ネット番組もTVI・IBCから消滅。またこれ以降、フジテレビ系の放送枠が増加する。
- 1991年（平成3年）4月1日 - 岩手めんこいテレビの開局により、フジテレビの番組が同局へ移行される。ただしその1年前から『笑っていいとも!』『志村けんのだいじょうぶだぁ』など、フジテレビの番組が軒並み打ち切られ、岩手めんこいテレビ開局直前には、フジテレビの番組は少数となっていた[注 10]。また、この時期からテレビ朝日制作番組が再度増える[注 11]。
- 1996年（平成8年）10月1日 - 岩手朝日テレビの開局により、テレビ朝日系の番組が同局へ移行された。

## 放送以外の事業
- テレビ岩手アカデミー
本社屋内にあるカルチャーセンター。

## 主なチャンネル
リモコンキーID:4
親局

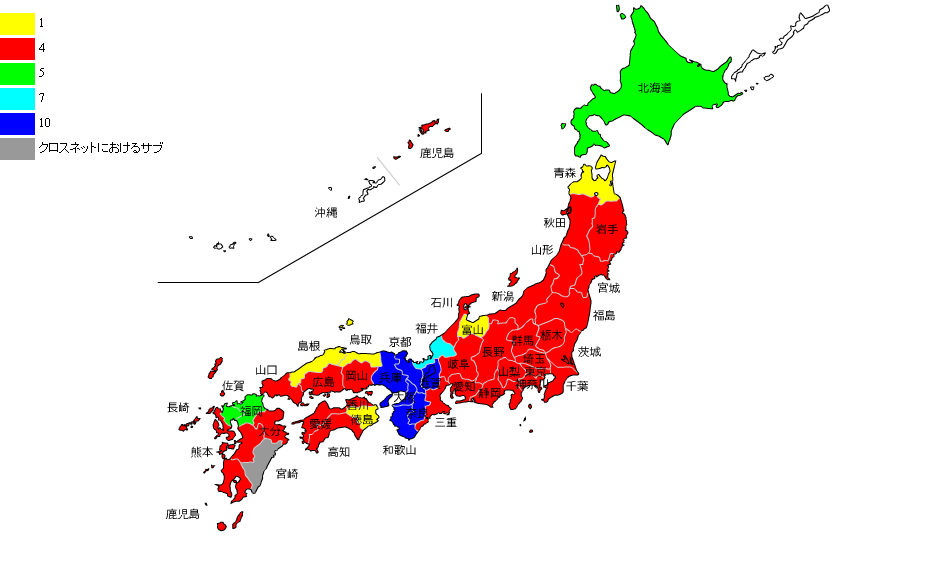
日本テレビ系列のリモコンキーID地図

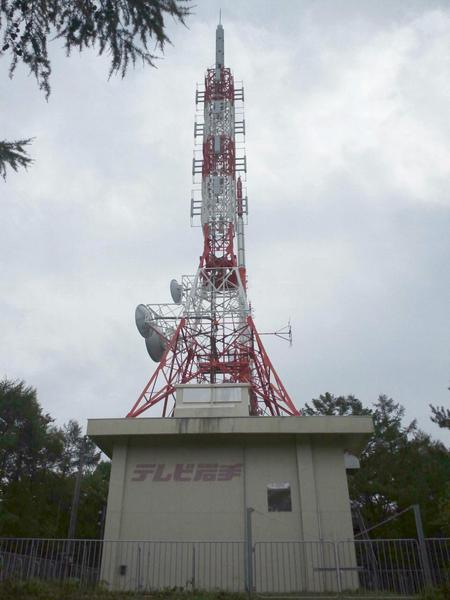
紫波町新山にある親局送信所

- 盛岡 18ch JOII-DTV 1 kW

中継局
- 二戸 17ch 100W
- 一関 27ch 25W
- 谷地山（滝沢市） 32ch 2W
- 遠野 17ch 20W
- 大槌新山（大槌町） 29ch 2W
- 室根（一関市） 27ch 3W
- 釜石 22ch 30W
- 宮古 17ch 20W
- 大船渡 22ch 10W
- 久慈 35ch 3W
- 西根松尾（八幡平市） 32ch 2W
- 大槌 17ch 1W
- 野田 35ch 1W
- 岩泉 24ch 10W
- 陸前高田 17ch 3W
- 雫石 42ch 3W
- 新里（宮古市） 24ch 1W
- 普代田野畑 17ch 3W
- 岩手沼宮内（岩手町） 32ch 2W
- 湯田（西和賀町） 38ch 2W
- 山田 17ch 3W
- 陸中大野（洋野町） 38ch 1W
- 種市本町（洋野町） 38ch 2W
  - 他

### アナログ放送
2012年3月31日で廃局。
親局
- 盛岡 35ch JOII-TV 10 kW

中継局
- 二戸 37ch 1 kW
- 一関 37ch 100W
- 大船渡 38ch 100W
- 宮古 40ch 100W
- 遠野 40ch 100W
- 釜石 58ch 1 kW
  - 他

## スタジオ
- 第1スタジオ（70坪・HD）：5きげんテレビ・ニュースプラス1いわて平日版など。
- 第2スタジオ（30坪・HD）：本社屋2階にあり、ベランダと直結。かつては報道スタジオとして使用。
- ロビースタジオ（HD）：通常は展示会など一般用に開放されている。上記のスタジオが使えないときなどに番組で使用。
- 報道センター（HD）：5きげんテレビのニュースコーナーおよび地震等の緊急報道時など。
  - かつては報道センターを背に着席するスタイルだったが、2015年（平成27年）3月に改装し、現在は壁面を背にしている。
- かつては本社1階のテナント「画廊喫茶舷」を生放送で使用していた（競馬中継など）。

## 天気カメラ設置場所
カメラは全てHD対応。
- 盛岡市：当局本社屋上鉄塔
- 花巻市：花巻空港ターミナルビル屋上
- 宮古市：宮古湾（ホテル海幸園屋上）
- 釜石市：釜石港（市営釜石ビル屋上）
- 大船渡市：大船渡港（ホテル福富屋上）
- 田野畑村：ホテル羅賀荘屋上
- 久慈市：久慈市漁協冷凍工場

## 編成の特徴
自社制作番組は1997年（平成9年）からスタートした夕方の情報番組『5きげんテレビ』をはじめ、『ニュースプラス1いわて』・『ピノキオ・サンセット』などを放送している。
基本的に日本テレビ系列の番組を放送している一方で、テレビ東京系列の番組も週末午後に一部放送している。

## 現在放送中の番組

### 自社制作番組
- 5きげんテレビ（月曜 - 木曜 16:45 - 17:53、金曜 15:50 - 17:53）
同社の看板番組。局のキャッチフレーズ「5きげんチャンネルテレビ岩手」（2005年まで使用）や、ハウジング事業の名称（5きげんハウジング）にも使用されている。2006年9月までは「いわて特盛」が前に付いていた。また、制作しているのは制作部ではなく、報道局に属する『5きげんテレビ部』である。
- ニュースプラス1いわて（月曜 - 金曜 18:15 - 18:54、土曜 17:20 - 17:30、日曜 17:25 - 17:30）
- 5きげんどようび（土曜 9:55 - 10:25）
MC：中島あすか（テレビ岩手アナウンサー）、斉藤世梨亜、磯水菜
- ピノキオ・サンセット（日曜 16:55 - 17:25、再放送　土曜 9:25 - 9:55）
- うまのわ（土曜 16:55 - 17:00）
岩手競馬の魅力を様々な取材で伝える番組。
ナビゲーター：中島あすか（テレビ岩手アナウンサー）、吉田有希、工藤有紗（2022年4月 - ）、たもん（アンダーエイジ、不定期出演）
- ねだらX（火曜 - 金曜 1:54 - 2:08（月曜 - 木曜深夜）、土曜 1:59 - 2:13（金曜深夜））
PV、アーティスト情報、映画情報などを1週間ほぼ同じ内容で放送。2005年の年末にはNTTドコモの協力により、東北各県の日本テレビ系列局でも『ねだらX年末スペシャル』として放送。
MC：YU→KA→AYAKO→Ami→TOMOMI又はREIMI、ASUKA（2人の場合もあり、2021年3月現在）[12]
- ザ・ナビゲーター7（隔月放送）
県内の企業や最新事情などについて特集する。2009年まで番組として放送したが、2010年からは「ニュースプラス1いわて」の1コーナーとして不定期に放送。
- FPの家快適住宅見学隊（毎月第4日曜 16:55 - 17:25）
FPの家で建てられた北東北の家について紹介する番組。青森テレビ（TBS系列）と秋田朝日放送（テレビ朝日系列）の北東北3県ネット。司会は磯水菜。過去の担当に鈴木直志、小田加代子。
- ArchTV〜地域に未来に多彩なアーチを〜（金曜 22:54 - ）
  - 岩手県立大学の学生を紹介する番組。
- ZIP!（2025年7月7日 - ）
  - 「テクテクいわテク!」のコーナーを6時20分頃からテレビ岩手のみで放送。リポーター：磯水菜（フリーアナウンサー、元テレビ岩手アナウンサー）。

#### ミニ番組（約5分）
- 知っトク!（2025年4月 - 、火曜・水曜 11:25 - 11:30）
- ふるさとカメラ（木曜 - 金曜 11:50 - 11:55）
- あなたと歩むテレビ岩手（不定期、平日 11:45 - 11:52）
番組審議委員会の様子を放送。
- いわて!わんこ広報室（月曜 18:54 - 19:00、土曜 21:54 - 22:00）
土曜の放送は再放送。
- ここばな（水曜 - 金曜 18:54 - 19:00）
ナレーター：平井直子
- 番組インフォ（月曜 - 金曜 11:25 - 11:30、火曜 18:54 - 19:00他）
2022年4月からオープニングで、テレビ岩手アナウンサーと鉄神ガンライザーが出演。
- インフォーカス（月曜 - 土曜 20:54 - 20:57）
これからの番組の情報など。
- Jewelry Days（2017年5月まで水曜 21:54 - 22:00）[注 12]→JEWELRY LIBRARY （2017年6月放送開始、水曜 21:54 - 22:00、出演：ジュエリーマスター/西村和彦）→Jewelry Days（2018年（時期不明）に再び現タイトルに戻る、水曜 21:54 - 22:00）[注 13]

#### TVIニュース（ニュースと天気予報）
- 昼版（月曜 - 土曜のNNNストレイトニュース内で約5分間放送）
- ウェザー&インフォ（土曜 11:35 - 、日曜 11:25 - に約5分放送）
  - 天気予報と番組またはイベントの映像が流れる。
- 天気予報（毎日夜に1回放送、19:57 - 、20:57 - 、21:57 - 、22:57 - 他）
  - 夜の番組がレギュラー番組かスペシャル番組かにより 放送開始時間が変わる。（放送されない場合もある）

### 日本テレビ系列時差ネット番組
- 浜ちゃんが!（火曜 0:54 - 1:24（月曜深夜）、読売テレビ制作）
- 1×8いこうよ!（水曜 0:54 - 1:24（火曜深夜）、札幌テレビ制作）
- オードリーさん、ぜひ会ってほしい人がいるんです。（不定期放送）、中京テレビ制作）
- にけつッ!!（金曜 0:54 - 1:24（木曜深夜）、読売テレビ制作）
- それいけ!アンパンマン（日曜 6:30 - 7:00）
- ぶらり途中下車の旅（不定期放送）

### テレビ東京系列番組
- 開運!なんでも鑑定団（土曜 13:30 - 14:30・再放送 土曜 14:30 - 15:30）
- YOUは何しに日本へ?（日曜 11:40 - 12:35）
- 世界!ニッポン行きたい人応援団（日曜 12:35 - 13:30）
- タクシー運転手さん一番うまい店に連れてって!（日曜 16:00 - 16:55）
- 昼めし旅 ～あなたのご飯見せてください!～（不定期放送）
- デカ盛りハンター（不定期放送）
- 日曜ビッグバラエティ（不定期放送）
- 緊急SOS!池の水ぜんぶ抜く大作戦（不定期放送）

### その他
- スギちゃんの秘境温泉旅（不定期放送）
- 内さまワールド（日曜 1:25 - 1:55（土曜深夜））

## 終了した番組

### 自社制作番組
- フライデーナイトはお願い!モーニング（全国ネット）
- コンビ2Night→週末はファンキーSOUL（2005年4月 - 2009年3月）
- 中津川ジェロニモ中華飯店（1994年4月 - 1995年3月）
生情報番組。日曜昼の1時間枠。タイトル通り、同局には珍しいバラエティ色の強い番組。「バリさん」などの名物キャラクターが登場。店の紹介や、イベント紹介などがメイン。司会：村野武範、木村里枝。
- らどんぱ!（2011年10月2日 - 2012年3月31日 日曜 7:30 - 8:00→2012年4月7日 - 日曜 7:00 - 7:30）(2011年10月2日 - 2019年3月31日)
- ジョガドール
スポーツ少年団応援番組。土曜日の夕方の20分枠。司会：平井雅幸アナ（マサ平井）。県内のサッカースポーツ少年団の活動紹介および、番組独自のミニゲームの記録を競う番組。
- 恵久美のう・ふ・ふ（1995年4月 - 1997年3月）
司会：千葉恵久美（当時アナウンサー）、平井雅幸
- おもしろ倶楽部（日曜おもしろ倶楽部）
DIYを中心とした情報番組。提供：メイク（現DCMホーマック）。半年ずつ放送期間と休み期間を繰り返しながら約10年続いたが、メイクと石黒ホーマが合併しホーマックとなったことをきっかけに終了。司会：三笑亭夢之助、沼尾浩子（現沼尾ひろ子）/小島一慶 ほか
- ザ・テレビジョン
夜7時からの音楽番組（30分間）。司会：植田芳暁。サブ司会：西田珠美、セーラ等。
1978年と1985年にテレビ東京で放送された同名のタイトル『ザ・テレビジョン』は、海外の様々なテレビ番組を紹介する番組で全く関係ない。KADOKAWAから刊行しているテレビ情報誌『ザテレビジョン』とも全く関係ない。
- TVステーションいわて
夜7時台のローカル報道番組。司会：鈴木直志、コメンテーター：福富達。のちにドキュメンタリー「テレビ岩手スペシャル」に発展。
- 岩手発TVキャッチ（1988年4月 - 1997年3月）
日曜22時台（開始当初は土曜放送、時間帯は失念）の情報ドキュメンタリー番組。現在の『夢・見る・ピノキオ』の源流。
- APPI SKI HOT SESSION
安比高原提供のスキー情報番組。東北地方のテレビ局やテレビ神奈川にもネットされた。司会：小山羊右ほか
- KING OF SNOW APPI 9stories 〜9つの雪物語〜
安比高原でのスキー、スノーボードの楽しみ方を紹介する15分番組。2008年はテレビ神奈川でも放送された。
- だいJobですか?子どもの就職
アニメキャラが進行 波多楽蔵（はたらくぞう）：岩瀬弘行アナウンサー（声） 和亜久（わあく）：平井直子（声）、ジョブカフェいわて提供。
- ￥0TV!うた力の旅（RAB・ABS・MMT・YBC・FCTの東北ブロックネット）
- どこか行こうヨ!大好き!!土曜日（2002年4月 - 2008年3月）
- ドキ土キ☆アミーGO!（2008年4月 - 2009年3月）
- お得情報ぎゅぎゅっと満載!わくわくDokaaaan!（土曜缶）（2009年4月 - 2017年6月）
- 愉快な日曜日（2007年6月 - 2008年3月）
- 直サラダ（2004年?月 - 2008年3月）
- 若さよ走れ（1981年4月 - 1982年3月）
- 祭りいわて（県内各地で行われている夏祭りをレポート）
- わんぱく広場 -ママと3歳児-（1977年7月 - 同年12月）
- テレビ岩手レポート（1976年10月 - 1978年3月）
- ジャストニュース岩手
- テレビ岩手ニュースワイド
- テレビ岩手ニュースToday
- テレビ岩手ニュースアイ
- TVIニューススポット（ - 2009年3月21日）
- みんなのひろば（ - 2002年3月）→いわて情報ステーション（2002年4月 - 2007年3月）→いわてなんでもランキング 上へまいりまーす （2007年4月 - 2008年3月）※HD
- うわさのテレビ（番宣ミニ番組）
- 5きげんチャンネル（番宣ミニ番組）
- テレビ岩手競馬王国
- ズバリ!馬
競馬情報番組。司会は藤村惠一と岩手競馬専門紙エイカンの佐々木一俊。
- CHANNEL CAR7〜間違いない車選び
カーセブン一社提供。
- パルピカ
江釣子ショッピングセンターパルの情報を放送。
ナビゲーター：ふじポン、ナレーション：藤村惠一→岩瀬弘行
これまでに、桜木莉奈、なつは、きぬ、大和香織などの女性が出演。
- 手を、つなごう。岩手（ミニ番組、東日本大震災発生後の番組開始）
- ふるさと元気商店（生放送、2011年6月25日 - 、月1回第3か第4の土曜日 10:30 - 11:25）
岩手県内の東日本大震災被災地から生中継を行った。
- はちまんたいむっ!（火曜 21:54 - 22:00）
八幡平市の情報を伝える。
レポーター：中山やすよ
- Movin'いわて→金曜MOVE（毎月1回 金曜 19:00 - 19:56）
2018年4月27日放送開始。この番組が放送される日の『クイズ!あなたは小学5年生より賢いの?』は遅れネット（同番組または『沸騰ワード10』〈通常時、19:56 - 20:54に放送〉のスペシャル放送などの特番放送時は19:56から短縮版を放送〈日本テレビからの裏送り〉）となっていた。
- パチンコ21SEIKI PRESENTS Navi Sta!（木曜 21:54 - 22:00）
パチンコ21SEIKIグループの情報とPICK UP ARTISTのPV - 主にエイベックス系で、1ヶ月ごとに紹介アーティストが変わる。
- American World Good Trend（金曜 22:54 - 23:00）
岩手めんこいテレビ、岩手朝日テレビでも放送されていた。
- ガンライザーTV（日曜 7:00 - 7:30）
鉄神ガンライザー（岩手初の特撮ヒーロードラマ、テーマソング：影山ヒロノブ）他、番組内コーナーなど
鉄神ガンライザーNEO（鉄神ガンライザーの続編、テーマソング：近藤房之助）
- 〜これが家なの?超小さな家で0円生活!!〜タイニーハウスに住んでみた（2023年2月25日 15:00 - 15:55）
テレビ岩手製作で全国放送、ずん（飯尾和樹、やす）が出演。
- もし突然、石原良純に巨大肉が届いたら?（2024年1月13日 15:00 - 15:55）
テレビ岩手製作で全国放送、石原良純、大沢あかね、花田虎上、春日俊彰（オードリー）、井上咲楽が出演。
- 盛岡さんさ踊り テレビ中継
  - テレビ岩手ゴールデンスペシャル 盛岡さんさ踊り〜幸呼ぶ日本一の太鼓群舞〜（2024年8月2日、19:00 - 20:00） - 出演:山川恵里佳、岩瀬弘行、きぬ、中島あすか、森田雄人、佐藤亜美、林将生
  - 生中継!盛岡さんさ踊り〜岩手の夏を熱く、世界一の太鼓群舞〜（2025年8月1日 19:00 - 20:00、「沸騰ワード102時間SP」は後半の1時間放送） - 出演:藤井貴彦（フリーアナウンサー、元日本テレビアナウンサー）、渡辺裕太、吉田有希、岩瀬弘行、中島あすか、佐藤亜美

### 日本テレビ系列時差ネット番組
- サンダーマスク（日曜 18:00 - 18:30に放送）
- 金曜10時!うわさのチャンネル!!（中京テレビと同様にタイトルを「うわさのチャンネル!!」に差し替えて放送）
- ミラクル☆ガールズ
- AXミュージックファクトリー（当初はフルネットであったが、末期は「ヒットサイト」のみとなった）
- 早見優のアメリカンキッズ
- ママは小学4年生
- 朝の連続ドラマ（2005年以降にも放送）
- 香取慎吾の特上!天声慎吾（途中打ち切り）
- ミラクル☆シェイプ（2007年3月26日途中打ち切り。番組は同年9月終了）
- かっぺいのいったりきたり （MMT制作、RAB・ABS・YBC・FCTの東北ブロックネット）
- はじめの一歩
- ぜんぶウソ
- 潜在異色
- 主演 さまぁ〜ず 〜設定 美容室〜
- AKB600sec.
- 愛の修羅バラ!（読売テレビ・中京テレビ制作 - 2010年4月開始、2011年1月16日終了）
- 上沼・高田のクギズケ!（読売テレビ・中京テレビ制作 - 「誰だって波瀾爆笑」放送時間拡大の為2011年3月27日打ち切り）
- ひるザイル
- キャラオケ18番
- 登る女（BS日テレ制作）
- 遠くへ行きたい（2015年から不定期放送だった。1989年3月25日までは定期放送を実施していた。）
- ブレイク!（日本海テレビ制作）
- トライナイツ

### テレビ朝日系番組
（☆はIATへ）

#### クロスネット時代に放送されていたテレビ朝日系の番組
NNN/NNSフルネット局化による打ち切りや、それに伴うIBCに移行した番組は除く。
- 毎日放送制作土曜朝のワイドショー（腸捻転解消前。解消後は1980年4月からIBCでネット再開）
  - ウィークエンドモーニングショー→八木治郎ショー
- 日曜洋画劇場（1971年秋改編で打ち切り。IATで開局と同時に再開）
- 変身忍者 嵐（毎日放送制作）：日曜 10:00 - 10:30[13]
- 人造人間キカイダー → キカイダー01：日曜 10:30 - 11:00[14]
- ジャンボーグA（毎日放送制作）：日曜 10:00 - 10:30[15]
- 月曜19時台前半アニメ枠
  - ひみつのアッコちゃん（第1シリーズ）→ 魔法のマコちゃん
  - さるとびエッちゃん → 魔法使いチャッピー：金曜 17:30 - 18:00[16]
  - バビル2世：金曜 17:30 - 18:00（1973年3月） → 金曜 18:00 - 18:30（1973年4月 - 10月12日） → 土曜 17:30 - 18:00（10月27日より）[17]
  - ミラクル少女リミットちゃん→魔女っ子メグちゃん
- デビルマン：木曜 17:30 - 18:00（1973年3月まで） → 木曜 18:00 - 18:30（1973年4月より） [18]
- ジャングル黒べえ（毎日放送制作）：日曜 11:00 - 11:30[19]
- イナズマン → イナズマンF
- スーパー戦隊シリーズ（秘密戦隊ゴレンジャーとジャッカー電撃隊のみ[20]、以後はIBCに移行後に☆）
- 遠山の金さん捕物帳（1971年9月まで同時ネット。以後はIBCに移行）
- 素浪人 花山大吉（IBCより移行。日曜19時に放送）
- 水曜21時時代劇枠（途中IBCに移行）
  - 燃えよ剣→宮本武蔵→軍兵衛目安箱
- 特別機動捜査隊（IBCより移行。1969年12月 - 1975年9月までは同時ネット。以降最終回まで土曜22時に放送）
  - 1975年10月からの水曜22時台は水曜ロードショー（現在の水曜ドラマ枠）に変更。
- 狼・無頼控（毎日放送制作、腸捻転時代）
- 川崎敬三の料理ジョッキー
- 宇宙海賊キャプテンハーロック→サイボーグ009（第2作）
- キャンディ・キャンディ→花の子ルンルン
- シートン動物記 くまの子ジャッキー（朝日放送制作）
- 女王陛下のプティアンジェ（朝日放送制作）
- 星の王子さま プチ・プランス（朝日放送制作）
- シートン動物記 りすのバナー（朝日放送制作）
- 機動戦士ガンダム（名古屋テレビ制作、後にIBCでも放送）

#### NNN/NNSフルネット局化でIBCへ移行もしくは打ち切りとなったテレビ朝日系の番組
1979年10月から1980年3月にかけて実施されたもの。
（◎はクロスネット時代に、○はNNN/NNSフルネット局化と同時にそれぞれIBCへ移行したり打ち切られた番組）
- IBCへ移行した番組
  - 一休さん○（日曜 9:00 - 9:30に放送、1980年4月に移行。）
  - ドラえもん (1979年のテレビアニメ)◎（1979年8月から9月まで放送[21]。1979年10月に移行、後に☆。TVIでは第1作も放送）
  - ナショナルゴールデン劇場◎（1979年10月以降はIBCに移行の上遅れネット）
    - 女房太閤記から天山先生本日も多忙まで同時ネットで放送。1979年10月からytv製作木曜9時枠（現在の秘密のケンミンSHOW枠）に変更。

  - 特捜最前線◎（1979年10月に移行・2013年に放送『特捜最前線2013』は、IATで放送）

- 打ち切りとなった番組
  - モーニングショー◎（第1期、1979年12月打ち切り、第2期はIATで放送）
    - 1980年1月からルックルックこんにちは（現在のDayDay.枠）の同時ネットへ変更。

  - アフタヌーンショー◎（同時ネット。1979年9月打ち切り）
    - 1979年10月からお昼のワイドショー（現在のヒルナンデス!枠前半）へ変更。

  - おはようワイド・土曜の朝に○（朝日放送制作。1980年3月打ち切り）
  - ANNニュースライナー○（1980年3月31日打ち切り）
  - 火曜21時時代劇枠○（月曜22時に放送。1979年9月打ち切り）
    - 鬼平犯科帳（NET版第1シリーズ）→大忠臣蔵→荒野の素浪人→荒野の用心棒→破れ傘刀舟悪人狩り→破れ奉行→江戸の鷹 御用部屋犯科帖→破れ新九郎→半七捕物帳

  - 木曜22時ドラマ枠◎（同時ネット。1979年9月打ち切り）
    - 鬼平犯科帳（NET版第2シリーズ）→ 世なおし奉行→非情のライセンス（第1・第2シリーズのみ。第3シリーズはIBCで放送）→海峡物語→野望→遥かな坂
    - 1979年10月からはytv製作木曜10時枠（現在のダウンタウンDX枠）へ変更。

#### NNN/NNSフルネット局化後も放送されたテレビ朝日系の番組
- こぐまのミーシャ（朝日放送製作）
- 朝日放送制作土曜夜→日曜朝枠アニメ ☆
  - メイプルタウン物語（金曜 17:30 - 18:00[22]）、ビックリマンなど
- 地獄先生ぬ〜べ〜（1996年度のアニメ版。2014年の日テレテレビドラマも放送）☆
- ミュージックステーション☆
- ウッチャンナンチャンの炎のチャレンジャー☆
- さんまのナンでもダービー
- 必殺シリーズ（朝日放送制作。江戸プロフェッショナル・必殺商売人から必殺仕事人・激突!まで。新・必殺からくり人・東海道五十三次殺し旅まではIBCで放送）☆
- 三枝の国盗りゲーム（朝日放送製作。土曜9:30から放送）
- ザ・ハングマン（朝日放送製作。第1シリーズのみ。IIからGOGOにかけてはTVIでの放送は無し）
- 特命刑事ザ・コップ（朝日放送製作）
- 地上最強のエキスパートチーム G.I.ジョー（土曜 6:15 - 6:45[23]）
- 南国少年パプワくん
- スラムダンク
- 美少女戦士セーラームーンシリーズ（第4シリーズまで放送）☆
- 月曜ドラマ・インの作品（枠としては☆）
  - 東京大学物語
  - 青春の影
  - クニさんちの魔女たち
  - 南くんの恋人

### フジテレビ系番組
（☆はmitへ）
- ハゼドン：火曜 18:00 - 18:30[24]
- 銀河鉄道999
- 新竹取物語 1000年女王
- 森田一義アワー 笑っていいとも!（平日16時から4時間遅れで放送。1983年からネット開始、1990年3月打ち切り）☆
- 一球さん
- 所さんのただものではない!（火曜19時から放送。1988年3月打ち切り）☆
- 火曜ワイドスペシャル（『土曜ビッグプレゼント』などの別タイトルで土曜14時から遅れネット）☆
  - ドリフ大爆笑☆
  - ものまね王座決定戦☆
- 水曜19時台前半アニメ枠（当時）☆
  - 荒野の少年イサム（水曜 18:00 - 18:30[25]）
  - ドカベン（土曜 18:00 - 18:30[26]）
  - メーテルリンクの青い鳥 チルチルミチルの冒険旅行（土曜 17:30 - 18:00[27]）
  - がんばれ元気→Dr.スランプ アラレちゃん→ドラゴンボール→ドラゴンボールZ
- 水曜19時台後半アニメ枠（枠としては☆）
  - うる星やつら→めぞん一刻（火曜 17:30 - 18:00[23] → 火曜 16:30 - 17:00[28]）
- 北斗の拳
- ベムベムハンターこてんぐテン丸
- 志村けんのだいじょうぶだぁ（日曜正午から放送。1990年4月以降は不定期放送）☆
- タイムボカンシリーズ（イタダキマンは未放送。ytv制作のヤッターマン（リメイク版）、タイムボカン24、タイムボカン 逆襲の三悪人も放送。土曜18時台後半アニメ枠としてはIBCへ移行した後に☆）
  - タイムボカン→ヤッターマン（第1作）→ゼンダマン→タイムパトロール隊オタスケマン→ヤットデタマン→逆転イッパツマン
- 日曜18時台前半アニメ枠（IBCから移行、枠としては☆）
  - あんみつ姫（日曜 7:15 - 7:45[29]）→ひみつのアッコちゃん（第2作）→ちびまる子ちゃん（第1作）
- 日曜19時台前半アニメ枠（当時）☆
  - マジンガーZ、SF西遊記スタージンガー、おじゃまんが山田くん、タッチ、陽あたり良好[注 14]、キテレツ大百科など
- ラブラブショー→アイ・アイゲーム→TVプレイバック（1986年9月打ち切り）
- おもしろサイエンス（ジャパネットたかたテレショップ休止期間など、東海テレビ制作、配給は放送番組センター）
- 平岩弓枝ドラマシリーズ（土曜朝に遅れネット）
- 金曜劇場（木曜劇場の前身。土曜午後に遅れネット）☆
- 木曜劇場（土曜朝に遅れネット）☆
- 月曜ドラマランド（ただし、別タイトルで遅れネット）
- 月曜21時ドラマ枠（現在の月9枠）
  - 大空港
  - 教師びんびん物語☆
- 真珠夫人→愛しき者へ→女同士→危険な関係→幸せづくり→続・ぬかるみの女→真夏の薔薇→永遠の君へ→誘惑の夏→貫太ですッ!→愛の迷宮→愛のことば（東海テレビ制作、本放送はmitにて放送されていたため再放送扱い）→華の嵐（本作品のみ、mit開局前（1988年）に放送されたため初放送となった）
- 柳生一族の陰謀
- 影の軍団シリーズ
- 欽ドン!良い子悪い子普通の子☆
- クボタ民謡お国めぐり（秋田テレビ制作） 2011年9月25日，第2014回の放送をもって38年にわたる番組の歴史に幕を下ろした。
- 東日本女子駅伝（福島テレビ制作、IBCから移行）☆
- テレビ寺子屋（テレビ静岡制作）☆
- 魁!!男塾（本放送終了後、1989年頃に水曜 17:00 - 17:30に放送[30]）
- ぼくパタリロ!（日曜 7:15 - 7:45[31]）
- スペースコブラ（日曜 16:30 - 17:00[31]）
- ななこSOS（月曜 - 金曜 6:10 - 6:40[32]）
- あした天気になあれ (漫画)（本放送終了後、1987年頃に日曜 9:00 - 9:30に放送[22]）
- 大阪国際女子マラソン（1988年のソウルオリンピック・女子マラソン日本代表選考会のときにネット）

### テレビ東京系番組
- 愛の貧乏脱出大作戦
- ジカダンパン!責任者出て来い!
- テレビあっとランダム
- 三波伸介の凸凹大学校
- ヤンヤン歌うスタジオ
- 大江戸捜査網
- 小松原三夫のゴルフ道場
- ゴルフ尾崎兄弟に挑戦
- ザ・スターボウリング
- さすらいの少女ネル
- がんばれゴンベ
- まいっちんぐマチコ先生
- アニメ野生のさけび
- タオタオ絵本館 世界動物ばなし（テレビ大阪制作。放送時のタイトルは｢パンダ親子の世界動物ばなし｣だった）
- 宇宙大帝ゴッドシグマ→百獣王ゴライオン（土曜夕方に放送）
- 機甲艦隊ダイラガーXV→光速電神アルベガス（金曜夕方に放送）
- キャプテン翼（第1作のみ放送。第2、4作はmitで放送。第3作は県内の放送局では未放送）
- アタッカーYOU
- ジャングル大帝（第3作）
- 三つ目がとおる
- キャッ党忍伝てやんでえ
- 赤ずきんチャチャ→ナースエンジェルりりかSOS→こどものおもちゃ（月曜 16:00 - 16:28[33]）
- 超星神シリーズ
- ミスター味っ子
- テニスの王子様
- 爆走兄弟レッツ&ゴー!!シリーズ
  - 爆走兄弟レッツ&ゴー!!→爆走兄弟レッツ&ゴー!! WGP→爆走兄弟レッツ&ゴー!! MAX
- トランスフォーマーシリーズ
  - ビーストウォーズシリーズ
    - ビーストウォーズ 超生命体トランスフォーマー（月曜 16:28 - 16:55[33]）→ビーストウォーズII 超生命体トランスフォーマー→ビーストウォーズネオ 超生命体トランスフォーマー→超生命体トランスフォーマー ビーストウォーズメタルス

  - トランスフォーマー カーロボット
- 小さな巨人 ミクロマン
- 爆転シュート ベイブレード（第1期のみ）
- スーパーフィッシング グランダー武蔵（第1期のみ、テレビ東京の本放送終了後に火曜 16:00 - 16:28に放送[33]）
- デュエル・マスターズ
- デ・ジ・キャラットにょ（テレビ大阪制作、52話で途中打ち切り）
- しましまとらのしまじろう（テレビせとうち制作、2007年3月27日打ち切り）→（「はっけん たいけん だいすき! しまじろう」から「しまじろうのわお!」まではIATで放送）
- 映画みたいな恋したい
- カウボーイビバップ
- 発明BOYカニパン
- ビックリマン2000
- 漢方健康相談（1980年代後半に 日曜朝7時から15分間放送）
- 主治医が見つかる診療所（不定期放送、第2期は岩手めんこいテレビで放送された）
- お茶の間の真実〜もしかして私だけ!?〜
- THE フィッシング
- みゅーじん（2007年6月以降は不定期放送）
- ソロモン流
- いい旅・夢気分（IATでも放送された）
- 炎の闘球児 ドッジ弾平
- 音楽空間アンモナイト
- 世界を変える100人の日本人! JAPAN☆ALLSTARS
- この日本人がスゴイらしい。Brand New Japan
- ハケンOLは見た!
- 石川遼スペシャル RESPECT 〜ゴルフを愛する人々へ〜
- ちょこっとイイコト 〜岡村ほんこん♥しあわせプロジェクト〜→家族になろう（よ）
- 流派-R
- お金がなくても幸せライフ がんばれプアーズ!
- オズの魔法使い（本放送終了後、1988年頃に日曜 9:00 - 9:30に放送[28]）
- 大人の極上ゆるり旅（不定期放送）
- 魔法のプリンセス ミンキーモモ（第1作、日曜 7:15 - 7:45[34]）[注 15]
- スペースオズの冒険（火曜 16:00 - 16:30[35]）
- カリメロ（第2作、日曜 5:30 - 6:00[36]）
- ジャングルの王者ターちゃん♡（日曜 5:30 - 6:00[37]）
- 超魔神英雄伝ワタル（水曜 16:28 - 16:55[33]）
- 剣勇伝説YAIBA（テレビ北海道との共同制作、木曜 16:00 - 16:30[36]）
- サラダ十勇士トマトマン（TVQ九州放送との共同制作、水曜 16:00 - 16:30[36]）
- WAVE!!〜サーフィンやっぺ!!〜
- シナぷしゅ（途中打ち切り・番組自体は継続中）
- 秋山ロケの地図

ほか

### その他の番組
- まんが宇宙船
- CD NEWS（千葉テレビ）
- お笑いマンガ道場（中京テレビローカル番組時代から）
- Mutoma DI:GA（テレビ神奈川）
- 幻魔大戦 神話前夜の章
- パンキンランダ
- まんがどうして物語（TBS制作、IBC岩手放送では未放送。1993年 - 1995年頃に土曜 6:00 - 6:15に放送[37]）
- いわて希望大作戦
岩手県の県政についての情報。岩手めんこいテレビでも同タイトル・同内容のものを放送。
- 白黒アンジャッシュ（千葉テレビ制作 不定期放送。おもに年末年始）
- ボビー's スタジアム（テレビ埼玉制作 不定期放送）
- 匠な旅!舞の海のすごいぞニッポン（不定期放送）
- 玉ちゃん&ピエール瀧のイキモノ日本紀行（ひかりTV 金曜 15:55 - 16:25）
- いろはに千鳥（テレビ埼玉制作、その後2021年10月から2022年9月までIBC岩手放送で放送）
- LIVESTOCK（東北放送・キョードー東北制作。本来のTBS系列局であるIBC岩手放送への配慮から、番組シンボルマークの中央に描かれていた「TBC」のロゴを隠していた）
- 転生したらスライムだった件（UHFアニメ[注 16]）

ほか

### 本社が盛岡市茶畑にあった頃に放送されていた日本テレビ系の番組
（1969年12月1日 - 1983年7月31日）
★は現在の内丸に移転してからもしばらく放送。また☆は現在も放送中。
- ★☆NNNドキュメント（一時期土曜日に週遅れネット）
- ★NNN日曜夕刊
- ★独占!!スポーツ情報（以上の2番組は現在の真相報道 バンキシャ!枠）
- ★NNN朝のニュース
- ★ズームイン!!朝!（現在のZIP!枠）
- ★NNN昼のニュース（現在のNNNストレイトニュース枠）
- ★NNNジャストニュース（現在のnews every.枠。内丸は末期のみ）
- ★NNNきょうの出来事（現在のnews zero枠）
- ★11PM
- ときめきトゥナイト
- 手紙-殺しへの招待-
- おはよう!こどもショー（朝のニュースとセットで放送。現在のZIP!枠後半）
- カリキュラマシーン（同上）
- ロンパールーム
- ★ルックルックこんにちは（当初は遅れネットで1980年1月から同時ネット。現在のスッキリ!!枠）
- ★お昼のワイドショー（1979年10月ネット開始。現在のヒルナンデス!枠前半）
- ★スター誕生!（1975年10月にIBCからネットを移行。内丸は最末期のみ）
- ★びっくり日本新記録（よみうりテレビ制作。現在のザ!鉄腕!DASH!!枠前半）
- ほんものは誰だ!→推理クイズ・私がほんもの!→なぜなぜダイヤル!?→勝抜きドンドン歌合戦→★おもしろ博士クイズ（ロート製薬提供）
- ★火曜サスペンス劇場
- ★木曜スペシャル
- ★カックラキン大放送!!
- ★太陽にほえろ!（現在の沸騰ワード10枠）
- ★☆水曜ロードショー→金曜ロードショー
- ★全日本プロレス中継（現在の世界一受けたい授業枠）
- ★☆土曜グランド劇場
- ★今夜は最高!（第2期のみで、途中まで日曜23時からの遅れネット。現在のマツコ会議枠）
- ★ミユキ野球教室
- ★☆笑点
- ★すばらしい世界旅行（日立グループ提供。現在のザ!鉄腕!DASH!!枠後半）
- ★知られざる世界（トヨタグループ提供。現在のおしゃれクリップ枠）
- ★健康増進時代（日本医師会提供、のちのOh!診→からだ元気科。クロスネット解消時にIBCからネット移行）

ほか

## アナウンサー
年は入社年。◎は元アナウンス部長。

### 男性
- 1998年 岩瀬弘行（アナウンス部長）
- 2004年 蔦京平（2010年 - 2017年は報道部、東京支社営業部）
- 2008年 渡邊雄介
- 2015年 吉岡伸剛（元岐阜放送、2015年 - 2020年は報道部）
- 2024年 林将生

### 女性
- 2003年 古舘友華
- 2011年 江口アミ（元NHK松江放送局契約）
- 2019年 中島あすか
- 2023年 佐藤亜美

### 異動・退社した主なアナウンサー
●は故人。

#### 男性
- 1973年 
  - 鈴木直志●（ - 2009年、後に報道局専任局長を経て退社。退社後の2018年5月6日に死去）
- 1976年
  - 加藤浩（後にアナウンス部副部長、編成局次長・編成部長、東京支社を経て、退社）
- 1980年 
  - 山田基行（ - 1984年、山形テレビを経て、2011年までフリーアナウンサーとして宮城県内を中心に活動）
- 1981年 
  - 穀山敏（ - 1988年、地元局の北海道文化放送へ移籍。移籍後は同局のアナウンサーなどを経て、2014年から2022年6月まで関連会社「トップ・クリエーション」代表取締役社長→相談役を務めた[38]）
- 1982年 
  - 関口伸（ - 1989年、現ナレーター）
- 1984年 
  - 柴柳二郎◎（ - 2020年10月、東京支社を経て、退社。退社後は日テレ学院のアナウンスコース講師を務めている）
- 1989年
  - 平井雅幸（ - 2015年2月、営業局販促事業部長→株式会社テレビ岩手開発センター代表取締役社長）
- 1991年 
  - 藤村惠一◎（ - 2021年3月、編成局長兼編成部長→経営企画局付局長→エフエム岩手代表取締役社長[39]。）
- 2001年 
  - 河合耕平（ - 2003年、東京支社営業部）
  - 豊川浩（tvkへ移籍）
- 2020年
  - 森田雄人（ - 2025年3月。広島ホームテレビへ移籍）

#### 女性
- 1973年 
  - 高橋佳代子（ - 1980年、フリーアナウンサー、1988年4月から2007年9月までは当局でもネットした『午後は○○おもいっきりテレビ』にレギュラー出演）
- 1981年 
  - 高橋比奈子（ - 1986年、フリーアナウンサー→盛岡市議→岩手県議→衆議院議員）
- 1984年 
  - 桜田順子（ - 1989年、退職後の1991年10月から1994年2月まで、当局でもネットした『NNNニュースプラス1』を担当）
- 1986年 
  - 沼尾浩子（ - 1989年、リポーター、ナレーター）
- 1989年 
  - 平井直子（ - 2010年、販促事業部→編成部副部長）
  - 千葉恵久美（フリーアナウンサー）
- 1990年 
  - 青木環実（フリーアナウンサー）
  - 小田加代子（フリーアナウンサー、当局元アナウンサー・平井雅幸の妻）
  - 小田貴子（フリーアナウンサー）
  - 不破麻紀子
- 1994年 
  - 青山美保（ - 2006年）
- 1996年 
  - 髙妻由美（ - 1998年5月、フリーアナウンサー）
- 1997年 
  - 磯水菜（ - 2001年、フリーアナウンサー）
  - 平田純子（ - 2002年）
- 1998年 
  - 石川志保（ - 2003年）
  - 山田美絵（ - 2001年）
- 2001年 
  - 小林ゆり子（ - 2008年12月）
- 2002年 
  - 中澤麗華（ - 2004年、フリーアナウンサー）
- 2004年 
  - 菅原那緒子（ - 2014年3月）
- 2006年
  - 高橋美佳（ - 2019年3月、元北日本放送、退社後もリポーターとして出演）
- 2009年 
  - 川部絢子 （ - 2016年3月）
- 2015年 
  - 矢野智美（ - 2022年9月）
- 2016年 
  - 松山理穂（ - 2017年、元NHK秋田放送局契約、退社後NHKさいたま放送局→熊本朝日放送→福島テレビ）
  - 宮本麗美（ - 2024年9月）
- 千葉宣子
- 村山真理子

## アナウンサー以外の在籍者
- 2018年 駒井晴夏（報道記者）[注 17]。

## その他

### 地上デジタル放送
- 2005年（平成17年）7月29日 - 地上デジタル放送の免許を申請。
- 2005年（平成17年）11月15日 - 地上デジタル放送の予備免許を交付。
- 2006年（平成18年）3月20日 - スタジオ内のカメラなどの機材・副調整室をハイビジョンに対応。
- 2006年（平成18年）5月1日 - デジタルマスターへ更新（東芝製）
- 2006年（平成18年）5月30日 - 地上デジタル放送の試験電波発射を開始（最初の1週間はPN信号のため映像は受信できない）
- 2006年（平成18年）6月 - 自社制作・再放送・他系列番組での「HV ハイビジョン制作」マークの表示を開始（2008年（平成20年）7月24日のキー局での表示廃止以降も表示を継続）。
- 2006年（平成18年）6月6日 - 地上デジタル放送の試験放送（サイマル放送）を開始（岩手朝日テレビと同日）。
- 2006年（平成18年）7月1日 - 全国ネットのハイビジョン試験放送を開始。
- 2006年（平成18年）9月25日 - 地上デジタル放送の免許状交付。
- 2006年（平成18年）9月28日 - ハイビジョン中継車（SNG）を導入（県内民放局では初）
- 2006年（平成18年）10月1日 - 地上デジタル放送開始。
- 2008年（平成20年）2月 - ニュース送出機器関連をハイビジョンに対応（これにより短枠・週末ニュースもハイビジョンで放送可能）
  - 他局が設備投資に二の足を踏む中で、県内民放ではデジタル放送機器の導入が最も早く、2006年（平成18年）6月の試験放送開始からローカル番組のほとんどがハイビジョン制作になっている。
  - キー局向けに本社から映像を送出する中継回線は、2009年（平成21年）8月にハイビジョン回線に更新されたが、東北地方のNNN系列局としては最も遅かった。

### 第85回全国高等学校サッカー選手権大会関連
- 第85回全国高等学校サッカー選手権大会（2006年（平成18年）12月 - 2007年（平成19年）1月開催）において、岩手県代表・盛岡商業高校が県勢初優勝を果たす。この時、当局で中継された決勝戦（1月8日）の視聴率は平均では50.4%、瞬間最高では約64%だった（ビデオリサーチ社調べ。ちなみに関東地区の平均は9.0%）。
- 1月13日（土）には優勝パレードと優勝報告会が開催され、当局でその模様が生中継された。中継される11:50からは、当初『女王の教室』の再放送を予定していたが、これを急遽差し替えて生中継を行った。この時の視聴率は約21%。
- 1月下旬から2月上旬にかけて、深夜帯に盛岡商業の試合（県大会決勝及び全国大会の全試合）が再放送された。

### 高校野球
- 全国高等学校野球選手権岩手大会の実況中継を、1987年（昭和62年）まではIBC岩手放送と共同で、1988年（昭和63年）から1996年（平成8年）までは単独で実施。
- 1997年（平成9年）、前年に開局した岩手朝日テレビに移行したため、以後は取材のみ行っている。

### イベント
- 内丸大縁日 - 2012年（平成24年）より、「24時間テレビ」に合わせて[注 18]、局舎付近の「もりおか歴史文化館」敷地を会場に開催。出店、募金が行われ、お笑いタレントも招へいされる。沿岸地区にもサテライト会場が設けられる。

### ロゴ

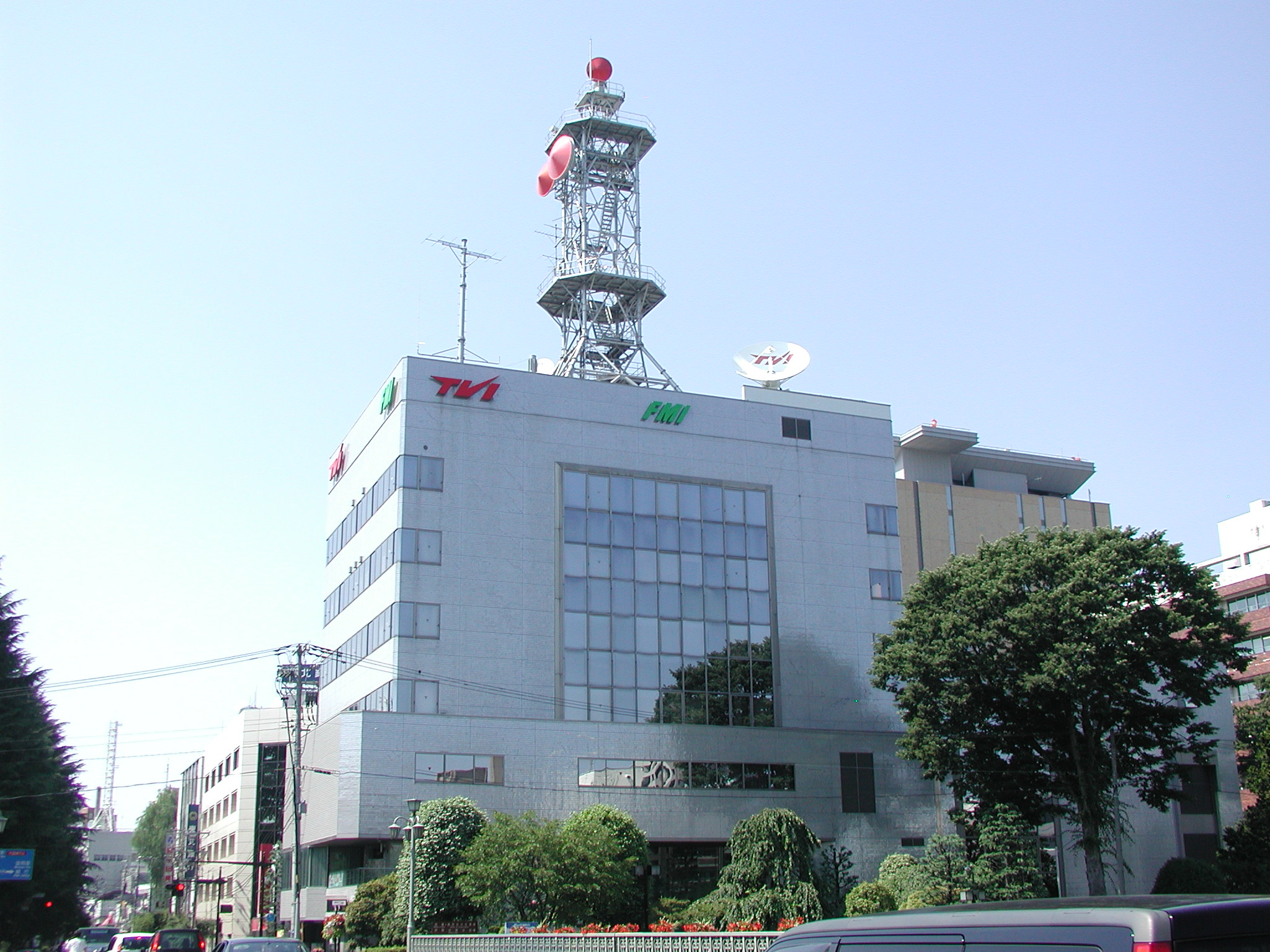
旧ロゴが掲示された2007年当時の社屋

- 開局当初の初代ロゴは、開局時から十数年間に渡り使用。社名ロゴは曲線を使用しない斜体。略称ロゴは「T」の字の横棒左側と「V」の字右側がとがっておらず、「T」の字の横棒と「V」の字左側が1本の線で繋がったデザインのものだった。
- 1983年（昭和58年）8月1日、現社屋移転に合わせてにマイナーチェンジ。社名ロゴは曲線部を加えたものとなり、略称ロゴは「T」の字の横棒左側と「V」の字右側がとがった形状となる。
- 2006年（平成18年）、「わんだふぉ〜!」のキャッチフレーズ導入とともに、手書き調のロゴを使用開始（正式なものではなく、社屋には旧ロゴを引き続き掲示）。この際「TVI」の略称ロゴは制作されず、番組におけるクレジットでは「わんだくん」のマークが代わりに使われた。地上デジタル放送のチャンネルアイコンも「わんだくん」である。
- 2018年（平成30年）12月に「わんだくん」に変わる新しいロゴ「TVi」を採用。「テレビ岩手」の書体も改められた[40]。

開局から1980年まで使用された初代ロゴ
1980年から2018年まで使用された2代目ロゴ
2006年から2018年11月まで使用されたロゴ

### CM
- 「手を、つなごう。岩手」[注 19]
  - 2011年（平成23年）4月 - （テレビ岩手アナウンサー編）、2011年（平成23年）5月 - （岩手県、東北出身、東北に関係のある有名人編）

岩手県
- 新沼謙治（歌手、大船渡市）
- 千昌夫（歌手、陸前高田市）
- 村上弘明（俳優、陸前高田市）
- 高橋佳代子（テレビ岩手OGのフリーアナウンサー、盛岡市）
- 岩清水梓（日テレベレーザ所属の女子サッカー選手、滝沢市）

東北
- 西田敏行（俳優、福島県）
- 中畑清（元：読売ジャイアンツ選手・前：横浜DeNAベイスターズ監督、福島県）
- 秋吉久美子（女優、静岡県、福島県で育った）
- さとう宗幸（俳優、歌手、宮城県、ミヤギテレビ「OH!バンデス」メインキャスター）

### 岩手県内他局への出資関係
- エフエム岩手の筆頭株主である。2007年（平成19年）からFM岩手ニュースへの記事提供を朝日新聞社から引き継ぐ形で担当するようになったほか、2006年（平成18年）より本社の社屋を移転し共有するようになった。また過去には『中津川テレビ☆わんだアナ』や『行くJ!グルージャ』など、エフエム岩手の番組にテレビ岩手のアナウンサーが出演することもあった。

## 東日本大震災（東北地方太平洋沖地震）による番組編成
地震発生時は『情報ライブ ミヤネ屋』を放送中だったが、地震発生を受けすぐに報道スタジオから地震の情報を伝えた。その後のNNNの報道特番の中にも随時自局の報道スタジオから独自に地震情報を挿入した。地震発生翌日から独自のL字型画面を挿入した。これは在盛局で一番早かった。その後のほぼ通常編成に戻ると日本テレビ発のものは最小限におさえ、自局からの報道特番を放送した。14日から25日まで平日は毎日10:25から11:30で「プラス1 特報」として放送していた。また、これを編集したものを深夜に再放送している。なお、14日から16日まで日テレNEWS24でも放送された。土日も平日と同程度の時間、自局からの放送となっている。
3月14日から31日まで2部制移行前の『Oha!4 NEWS LIVE』を臨時フルネットで放送した。4月からの同番組は2部制に移行したが、第1部について、月曜のみ臨時フルネット（後に4:49飛び降り）、火曜から金曜は4:49飛び降りとした。5月に入り、第1部は2部制移行前同様、全曜日4:19飛び降りになった。
同じ時期まで他の東北地方などの系列局は震災関連の情報を伝えるため、『PON!』をネットしていたが、上記の番組を放送していたため、テレビ岩手は東北地方で唯一ネットしていなかった。
『5きげんテレビ』も3月22日には再開したが、3月は通常より30分拡大して震災情報を中心に伝えた。但し、『news every.』の任意枠はネットしなかった。4月に入り通常のコーナーも再開され始め、同月下旬には震災発生前の編成にほぼ戻った。
今ではキー局でも放送されている、実際に避難所に出向きテレビ画面を通して自分の安否を知らせたりメッセージを伝えるいわゆるビデオレター放送を最初に始めた放送局はこのテレビ岩手である。
テレビ岩手釜石報道局のカメラマンは、釜石市で震度6弱を記録した直後、津波への警戒で高台に避難した市民を撮影取材していたが、大津波による浸水が発生すると、カメラを片手に「津波のようなものが押し寄せています」「家が流されています」と緊迫の情勢をレポートした。カメラマンはこの高台の近くに居住し、当時母親が暮していたが、母親はこの浸水による家屋倒壊の犠牲になった。